# Eterio de Osma
Heterio o Eterio, obispo de Osma (siglos VIII-IX), tuvo que refugiarse en el monasterio lebaniego de San Martín Turieno, a causa de la ocupación árabe de su diócesis.
Allí conoció a Beato de Liébana, quien le dedicó su Comentario al Apocalipsis (Commentarium in Apocalypsin) en doce libros, lo que le ha permitido pasar a la Historia. Eterio fue coautor con Beato del Apologeticum o Adversus Elipandum libri duo, un tratado en dos libros escrito para edificación de los hermanos de su comunidad monástica, como respuesta airada a la creencia adopcionista y contra los obispos Félix de Urgel y Elipando de Toledo, principales defensores en la península ibérica de la idea de que Jesucristo, como hombre, sólo era hijo adoptivo de Dios.
En su dedicatoria, Beato dice:

Haec ergo sancte pater Etheri te petente ob aedificationem studii fratrum tibi dicavi, ut quo consorte perfruor religionis, coheredem faciam et mei laboris.
Todo esto, por tanto, Santo Padre Eterio, a petición tuya, para la edificación de la instrucción de los hermanos, te lo he dedicado a ti, de forma que, a aquél de cuya compañía gozo como religioso, le haré coheredero también de mi trabajo.

Así explica el historiador Luis A. García Moreno las circunstancias de la colaboración entre Beato de Liébana y Eterio de Osma en la querella adopcionista: «La llegada a Asturias de estas noticias [sobre la aceptación del adopcionismo por el arzobispo de Toledo] presentaba una magnífica ocasión para intentar separar y distinguir a la Iglesia del pequeño reino de la sometida al Islam, lo que al mismo tiempo significaba también su aproximación hacia el Occidente cristiano de entonces, encarnado en el reino de Carlomagno. De esta forma, un oscuro monje de la Liébana, Beato, ayudado por el obispo de Osma, Eterio, refugiado en Asturias, iniciaron un radical ataque dialéctico contra las tesis adopcionistas defendidas por Elipando».
Eterio es el personaje de unos diálogos de ficción histórica sobre la figura de Beato, el adopcionismo y la producción de manuscritos en la Alta Edad Media. El viejo monje habla, a principios del siglo IX, con un novicio (Ramiro) sobre estos temas, recordando la figura de su admirado Beato.